# ジヒドロキシアセトンリン酸
ジヒドロキシアセトンリン酸（ジヒドロキシアセトンリンさん、英: Dihydroxyacetone phosphate, DHAP）は、カルビン回路から脂質の合成まで生化学的な多くの反応に関与している有機化合物である。特に解糖系で重要な役割を果たしている。

## 解糖系
ジヒドロキシアセトンリン酸は、グリセルアルデヒド-3-リン酸とともに、解糖系でフルクトース-1,6-ビスリン酸が分解されて生成する2つの化合物のうちの1つである。グリセルアルデヒド-3-リン酸とは、素早く、可逆的に異性化反応を起こす。
フルクトース-1,6-ビスリン酸 ⇄ グリセルアルデヒド-3-リン酸 + ジヒドロキシアセトンリン酸
ジヒドロキシアセトンリン酸 ⇄ グリセルアルデヒド-3-リン酸

## その他の代謝
カルビン回路では、ジヒドロキシアセトンリン酸は1,3-ビスホスホグリセリン酸がNADPHにより6度の還元を受けて生成する。セドヘプツロース-1,7-ビスリン酸やフルクトース-1,6-ビスリン酸の合成の原料となり、これらはリブロース-5-リン酸の合成に使われる。
ジヒドロキシアセトンリン酸は、グリセリンが解糖系に入る際の出発物質となるL-3-ホスホグリセリン酸の脱水素化によっても作られる。逆に、脂肪細胞では解糖系で作られたジヒドロキシアセトンリン酸が還元されてL-グリセロール3-リン酸(G3P)が作られ、新しいトリグリセリドを作る原料となる。どちらの反応も、NAD+/NADHを補因子として、グリセロール-3-リン酸デヒドロゲナーゼにより触媒される。